# Lagoa do Bacupari
A lagoa do Bacupari é um corpo de água situado na planície costeira do Rio Grande do Sul, no distrito de Bacupari, município de Mostardas.
É um importante reservatório de água doce que serve para a irrigação de lavoura orizícola.